# Big Sand Cay
Big Sand Cay est la plus méridionale de les îles Turks dans le territoire des îles Turks-et-Caïcos.